# A mutánsok végzete
A mutánsok végzete, eredeti címén; Fall of the Mutantes egy crossover történet a Marvel Comics képregényeiben, mely 1988-ban jelent meg több képregény kiadványban. A történet szereplői között van az X-Men az X-Faktor és a Új Mutánsok csapata. Magyarországon a történet az eredetileg az Uncanny X-Men-ben szereplő fejezetei jelentek meg 1994-ben az X-Men 20. és 21. számában.
A történet egy részében fontos szerepet játszott a lakosság körében általánosan kialakult ellenséges viszony a mutánsokkal szemben, valamint a tervezett „mutánsügyi törvény”. Ennek révén az állam kötelezte volna a mutánsokat, hogy regisztrálják magukat. A történet párhuzamokat vont a kialakult helyzet és zsidó holokauszt között, mely nem ritka a Marvel mutánsokkal foglalkozó történeteiben.

## Cselekmény
A mutánsok végzete cselekménye három különálló történetet foglal magában, melyek között azon kívül, hogy döntő változásokat hoznak az érintett három csapat, az X-Men, az X-Faktor, és az Új Mutánsok számára, semmilyen szorosabb összefüggés nincs.
|  | Alább a cselekmény részletei következnek! |

### X-Men
Az X-Men csapata azért érkezik Dallasba, hogy megkeressék egyik csapattársukat, Vihart. Megérkezésükkor összetűzésbe kerülnek a kormány által támogatott Szabad Erő nevű csapattal. A harc során az X-ek csapatához újból csatlakozik Kolosszus, Spirál viszont egy varázslata révén megvakítja Káprázatot. A küzdelemnek azonban rövidesen véget vet a nyár közepén beálló havazás, ami pedig csak előjele a várost nemsokára eluraló káosznak. Az égen tátongó hasadék nyílik, Dallas városát pedig ősemberek, démonok, dinoszauruszok és más különös lények lepik el. A két csapat kénytelen félreteszi nézetkülönbségeit és egyesített erővel próbálnak úrrá lenni a helyzeten.

## Tények és érdekességek
A Marvel egy igen eredeti módot választott a történetet reklámozására. Más képregényeihez egy kis méretű, a „mutáns regisztrációs törvényt” népszerűsítő ál-hirdetéseket csatolt. A magyarországi X-Men kiadás 10. számában egy hasonló hirdetés volt található, bár ez éppen a toleranciára szólított fel.